# تنگ براق
تنگ براق نام روستایی از توابع بخش سده، شهرستان اقلید در ۱۹۰ کیلومتری شمال شیراز است.
تنگه براق در میان انبوه درختان سر به فلک کشیده با آبشار، غارهای زیبا، رودخانه، چشمه‌ها، آبچک‌ها و ستون‌های آهکی مناظر زیبایی را به وجود آورده که چشم هر رهگذر را به خود خیره کرده است.
آبشار تنگ براق یکی از جاذبه‌های تفریحی دراستان هست که در این روستا واقع شده است. و این منطقه بسیار خوش اب وهوااست و در این منطقه باغ‌های بادام وسیب فراوان است واین منطقه دارای شالیزارهای زیاد است.

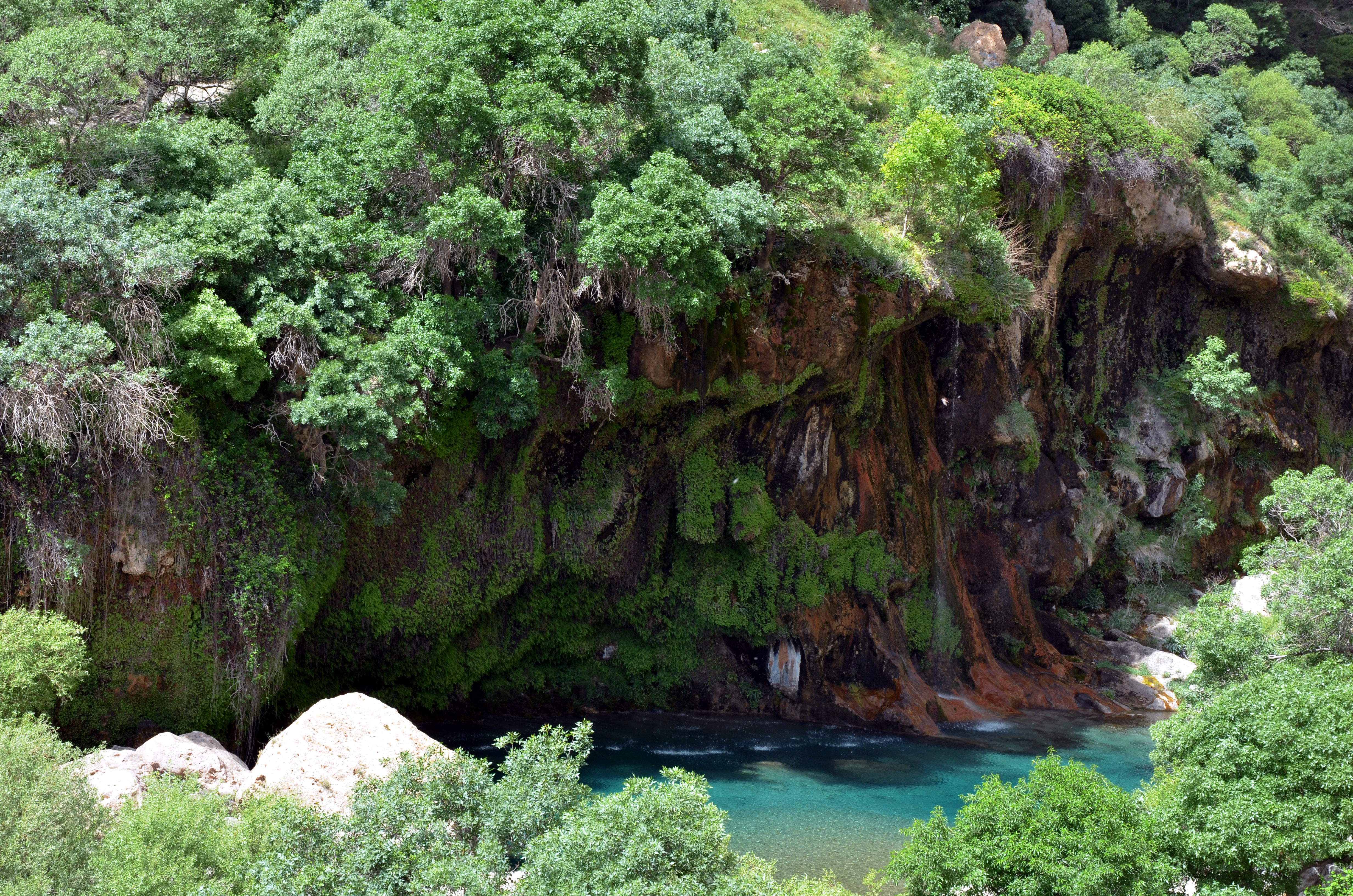
تنگ براق

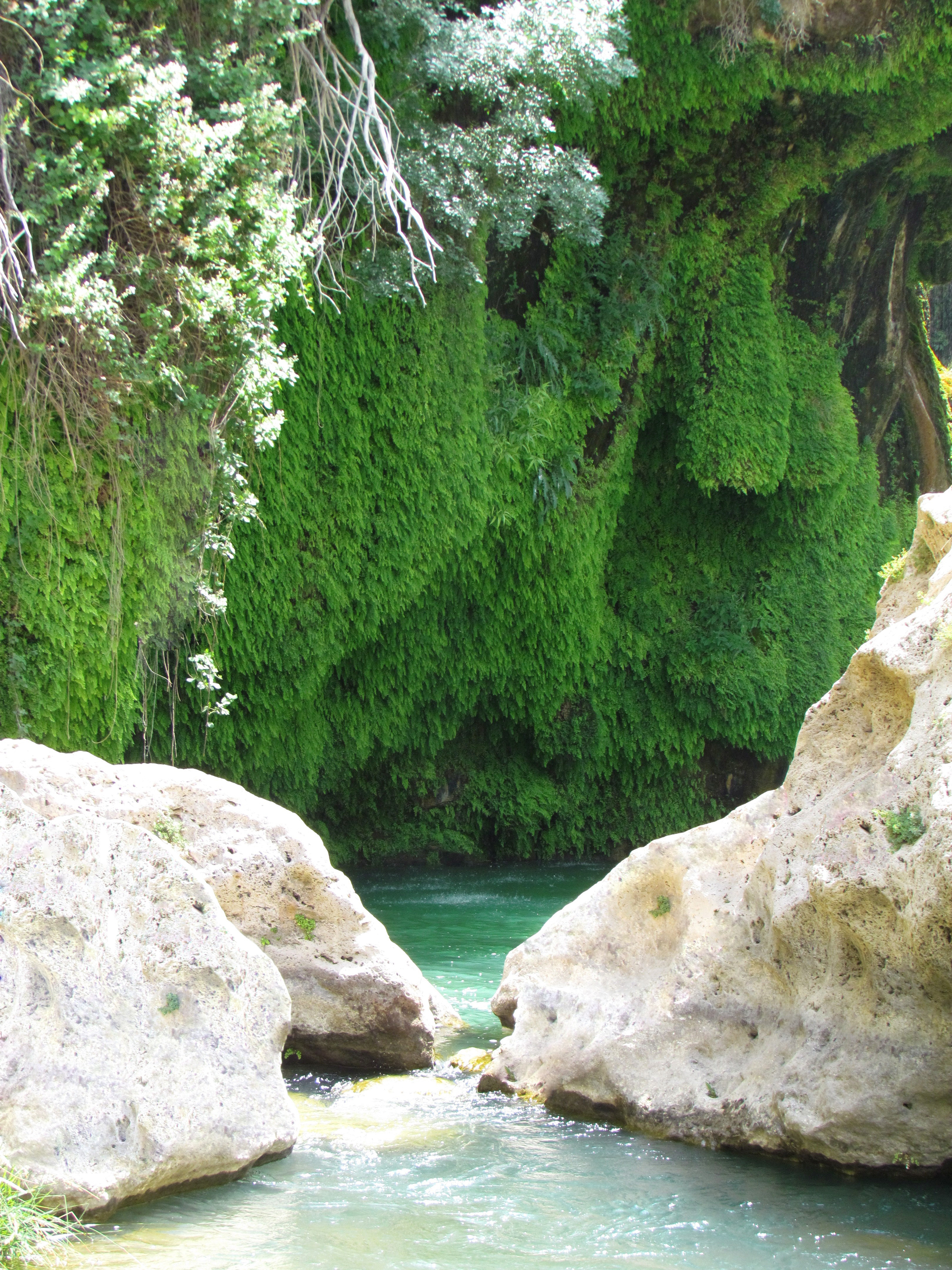
تنگ براق

مردم این روستا اکثراً به زبان لری صحبت می‌کنند.

## دره تنگ براق
تنگ براق، نام دره زیبایی در نزدیکی روستای تنگ براق در ۲۰ کیلومتری شهر سده در شهرستان اقلید، شمال غربی شیراز است. فاصله روستای تنگ براق تا شهر سده ۲۰ کیلومتر، تا اقلید ۹۰ کیلومتر و تا شیراز ۱۹۰ کیلومتر است. روستای تنگ براق از سطح دریا ۱۹۴۰ متر ارتفاع دارد و آب و هوای آن در بهار و تابستان معتدل و در پاییز و زمستان سرد است. این روستا به دلیل استقرار در ناحیه کوهستانی، چشم‌اندازهای بسیار زیبایی دارد. مزارع سرسبز پیرامون روستا، جنگل‌ها و باغ‌های وسیع به ویژه در فصل‌های بهار و تابستان فضای دل نشینی برای گردشگران پدیدمی‌آورد. تنگ براق، نام دره زیبای شمال روستای تنگ براق است. در این تنگه شاهد رویش گیاهان و تشکیل پاسیوهای طبیعی در دیواره‌ها و شکاف‌ها هستیم. رودخانه پرآبی که در این دره جریان دارد به رود کر می‌ریزد. این رودخانه دیواره کوه را بریده و شکافی با دیواره‌هایی عمودی به پهنای چهل متر و در حدود صد متر بلندی در کوه به وجود آورده است. در دیواره صخره سمت جپ تنگ غاری زیبا وجود دارد که منشأ آهکی دارد و آب از سقف آن به صورت قطرات باران به کف غار می‌ریزد. دیواره و کف غار پوشیده از خزه است.
تنگ براق یکی از تنگه‌های متعدد استان فارس است که به دلیل کارستی بودن منطقه دارای آب فراوان در میان لایه‌های آهکی ارتفاعات اطراف است. این امر موجب نمناک بودن اغلب بخش‌های دیواره‌ها و سرازیر شدن آب به میان تنگه است و محیط زیبا و فرحبخشی را پدیدآورده است. این تنگه در میان انبوه درختان سربه فلک کشیده با چشمه‌های متعدد و رودخانه‌ای خروشان، غارهای زیبا، آبشارها، آبچک‌ها و ستون‌های آهکی معلق مناظری بدیع و چشم‌نواز را به وجود آورده است.

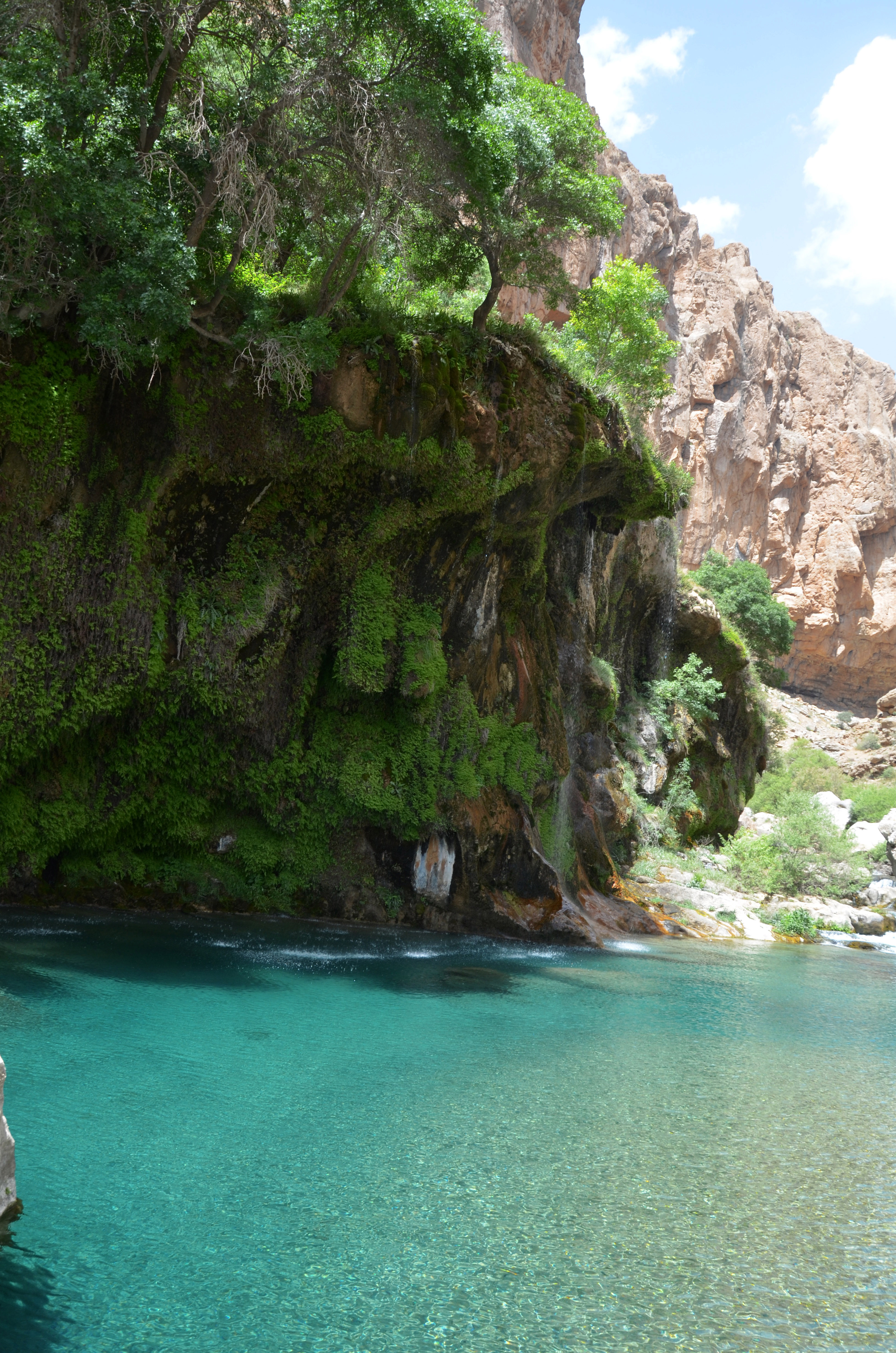
تنگ براق - سده - استان فارس

## جاذبه‌های گردشگری
از مهم‌ترین جاذبه‌های گردشگری این روستا می‌توان به کتیبه‌ای به خط پهلوی در تنگ براق، بافت قدیمی روستا، غار طبیعی و دریاچه ملاصدرا اشاره کرد.

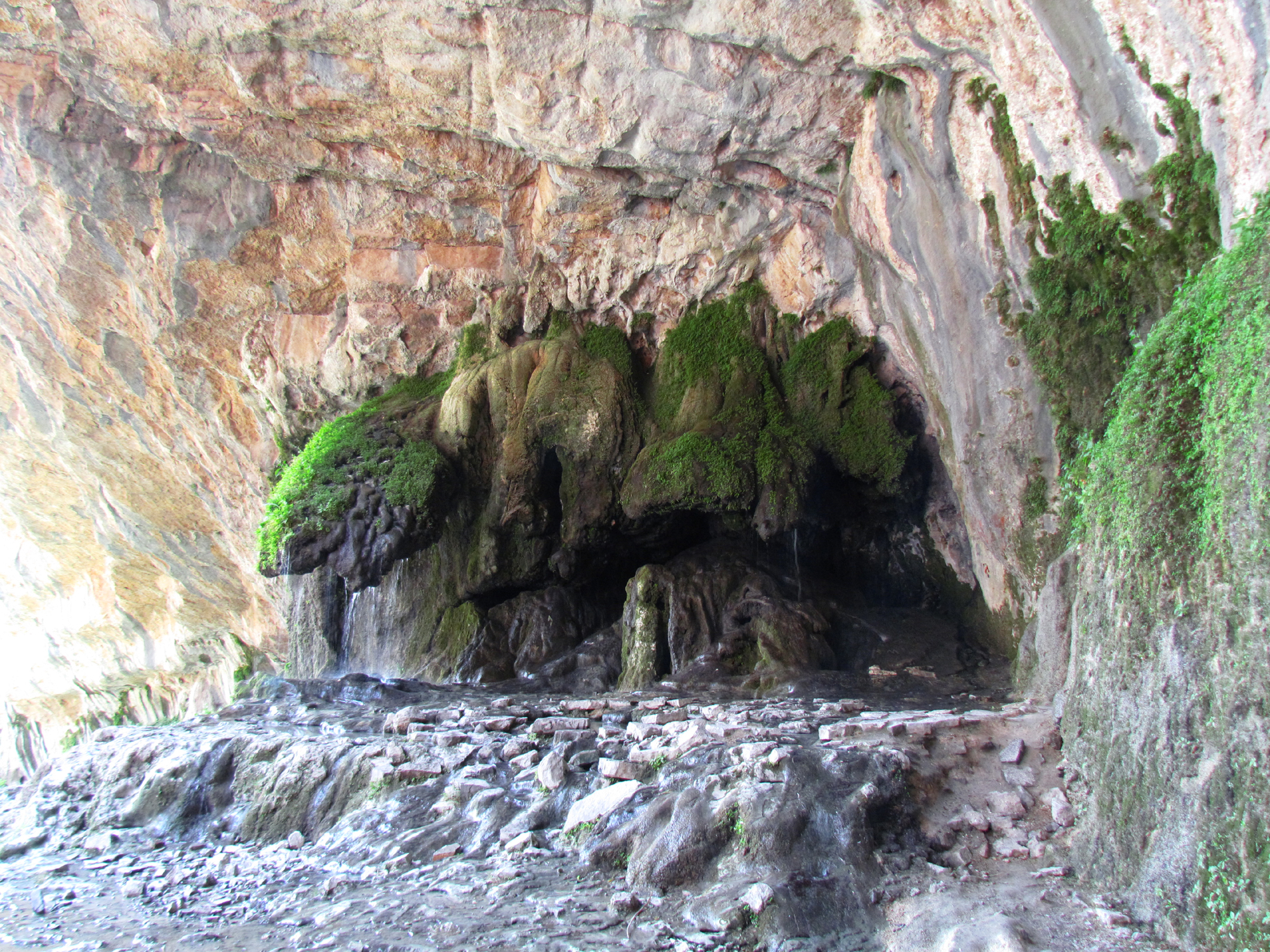
چشمهٔ تنگ براق - استان فارس - سده

## آبشار و چشمه تنگ براق
درکنار روستای تنگ براق، تنگه‌ای در میان انبوه درختان سربه فلک کشیده با چشمه‌های متعدد و رودخانه‌ای خروشان، غارهای زیبا، آبشارها، آبچک‌ها و ستون‌های آهکی معلق مناظری بدیع و چشم‌نواز را به وجود آورده است.

## نگارخانه

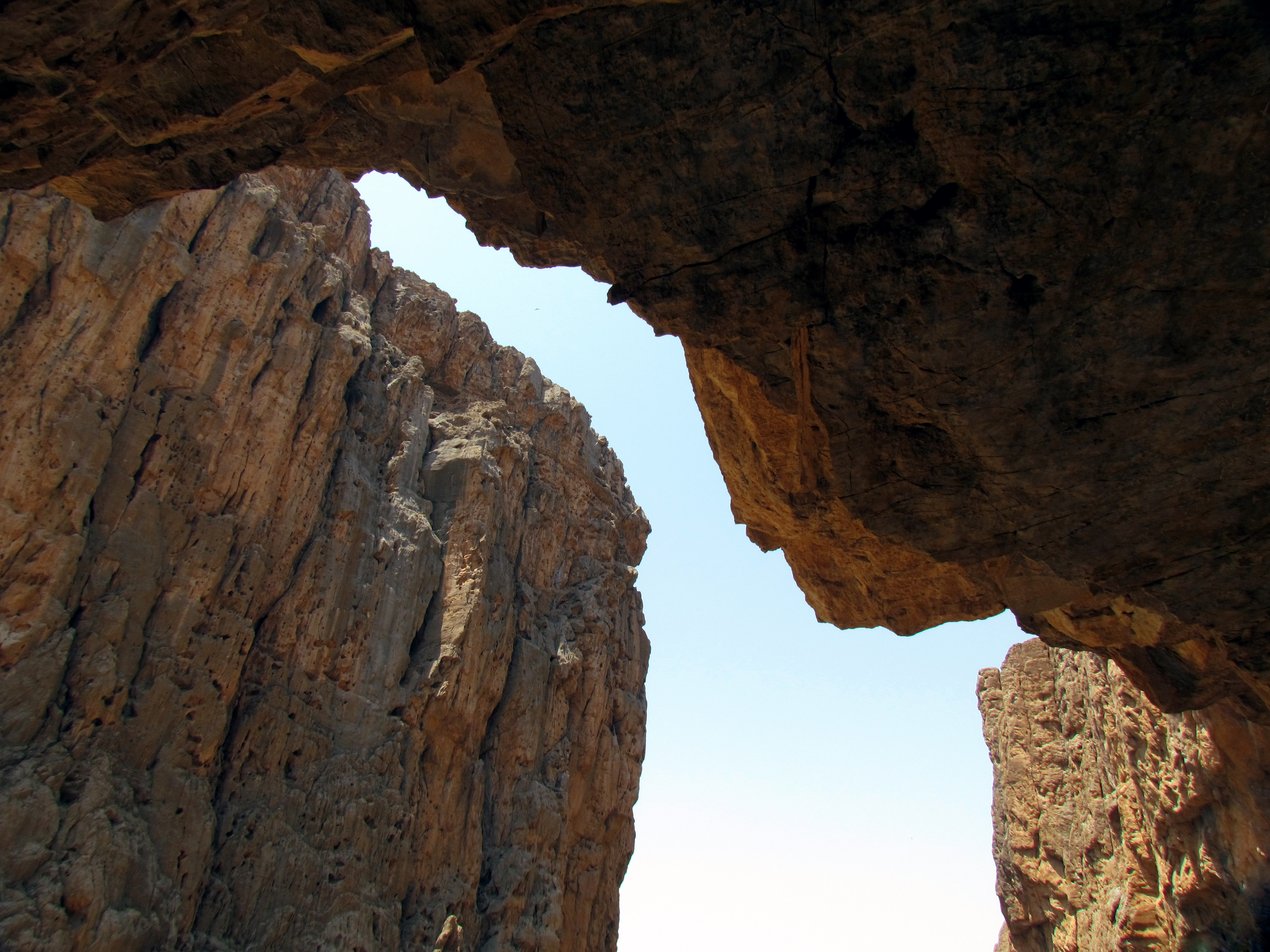
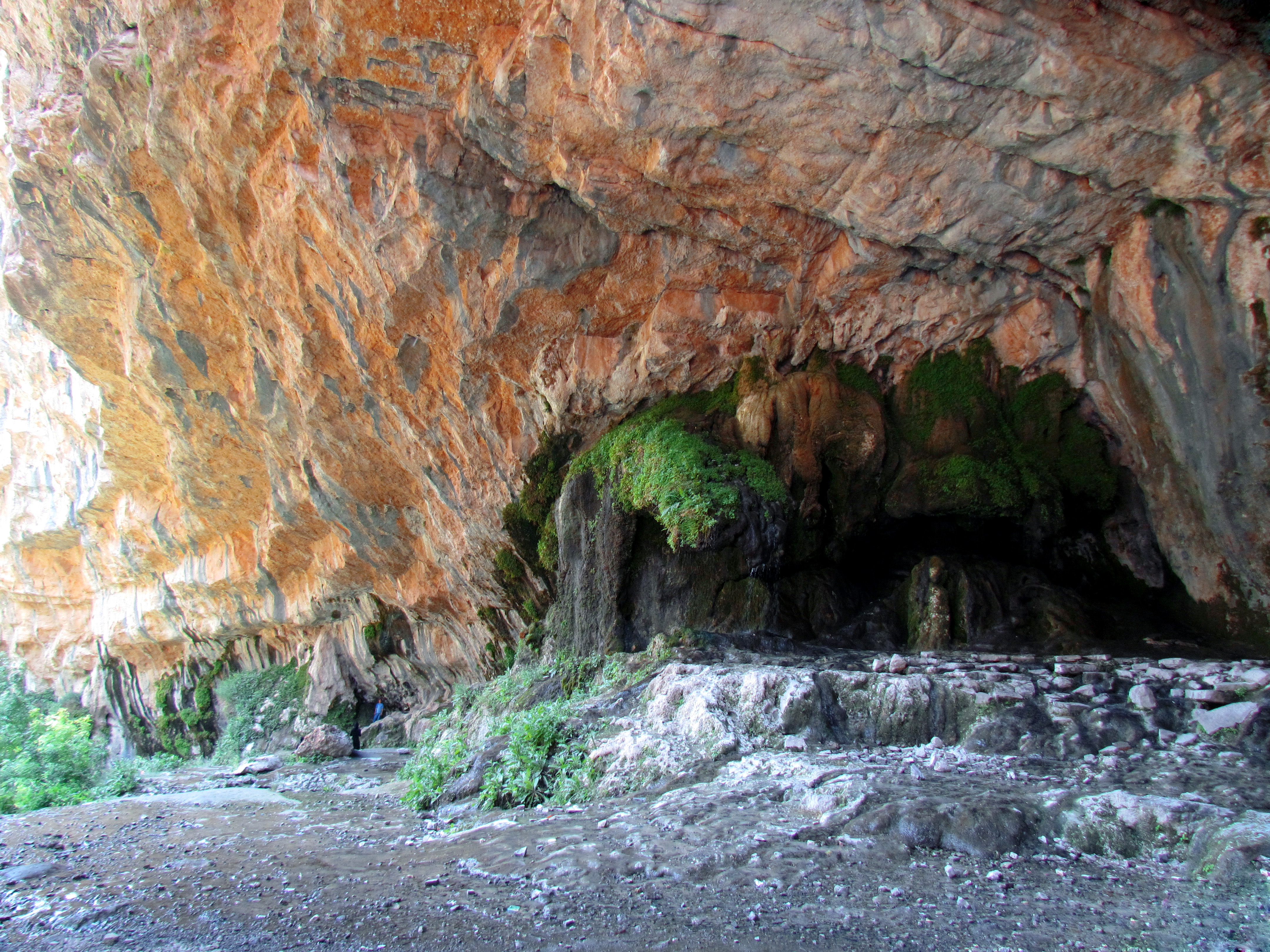
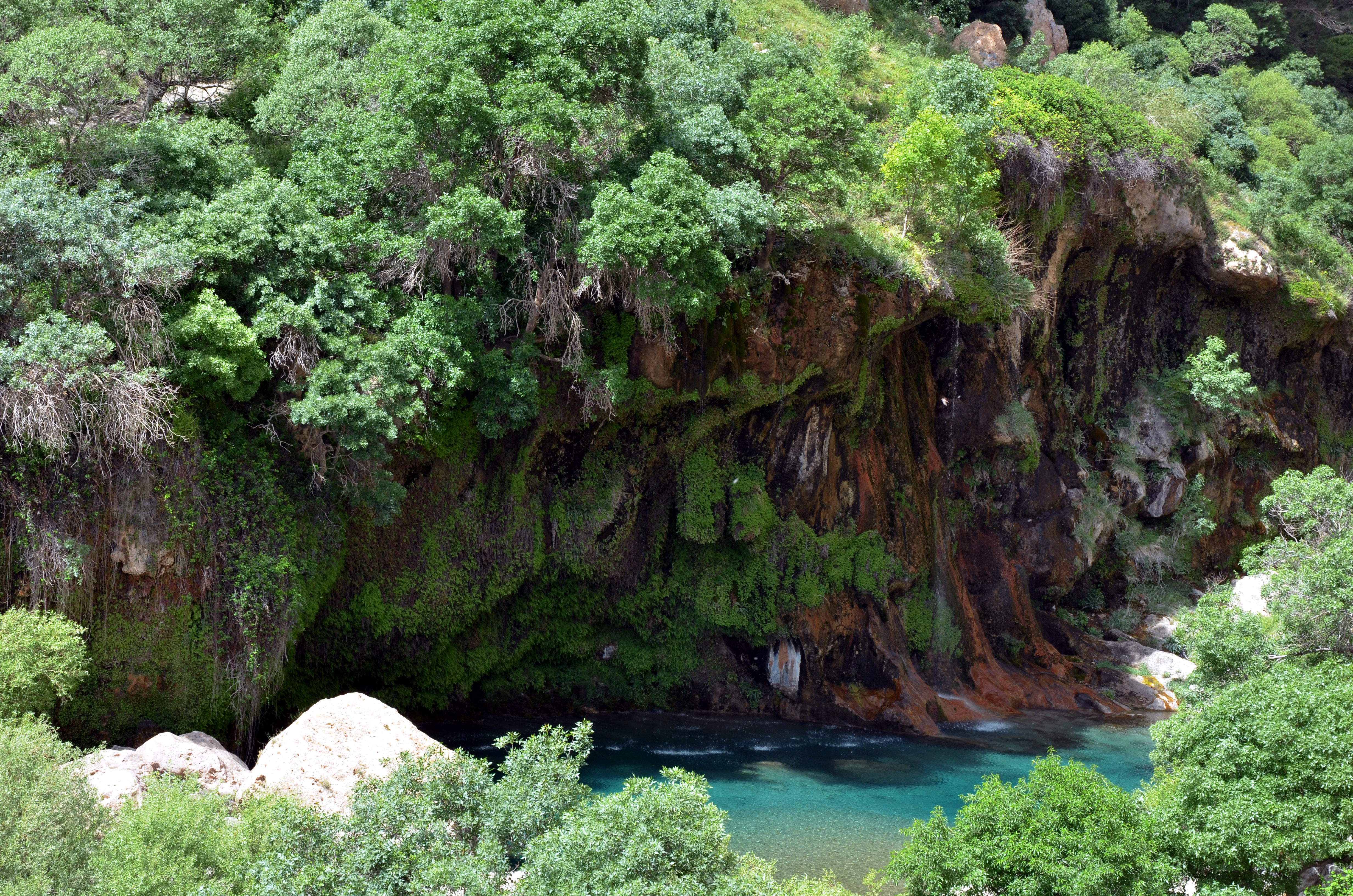
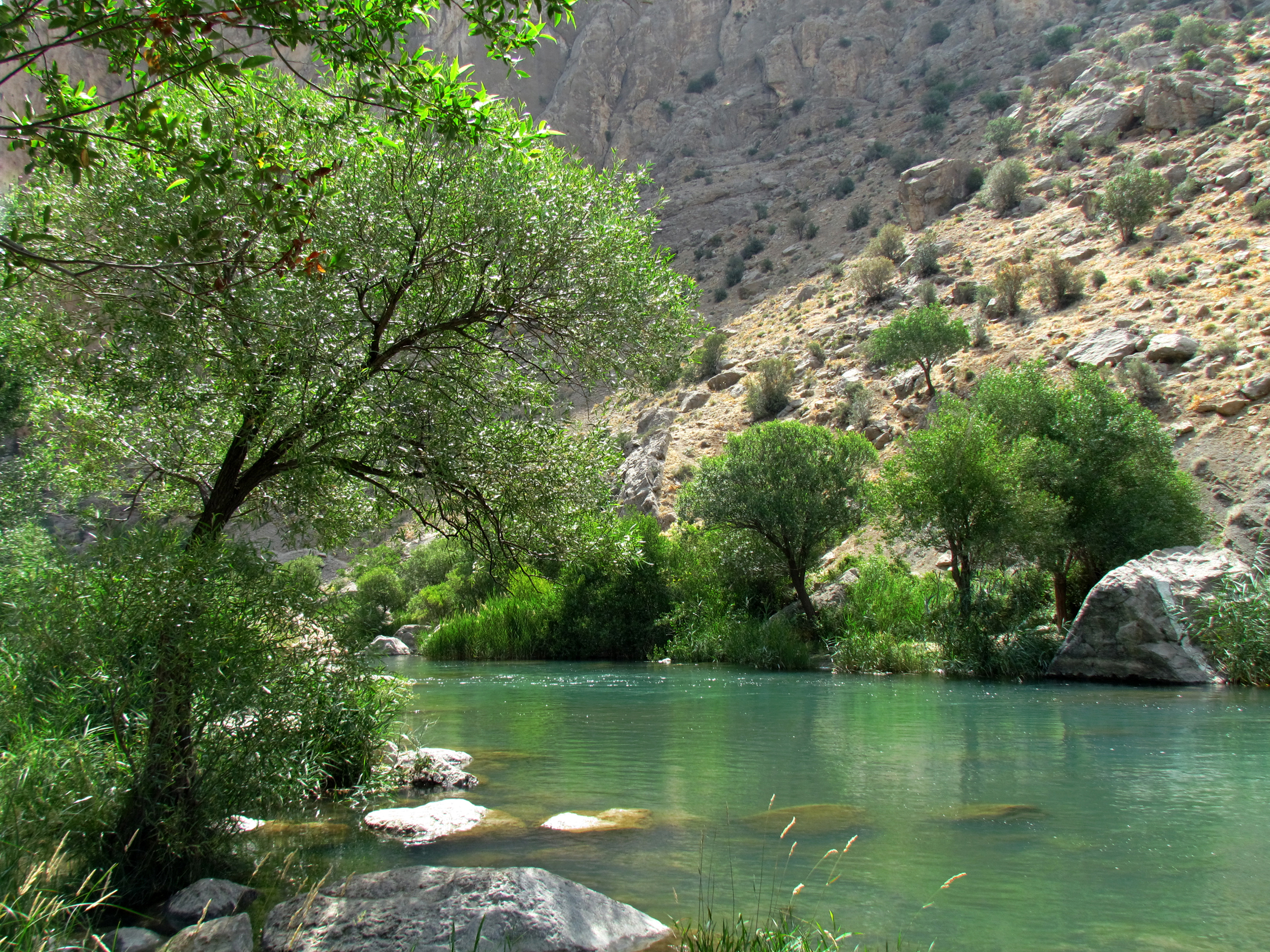
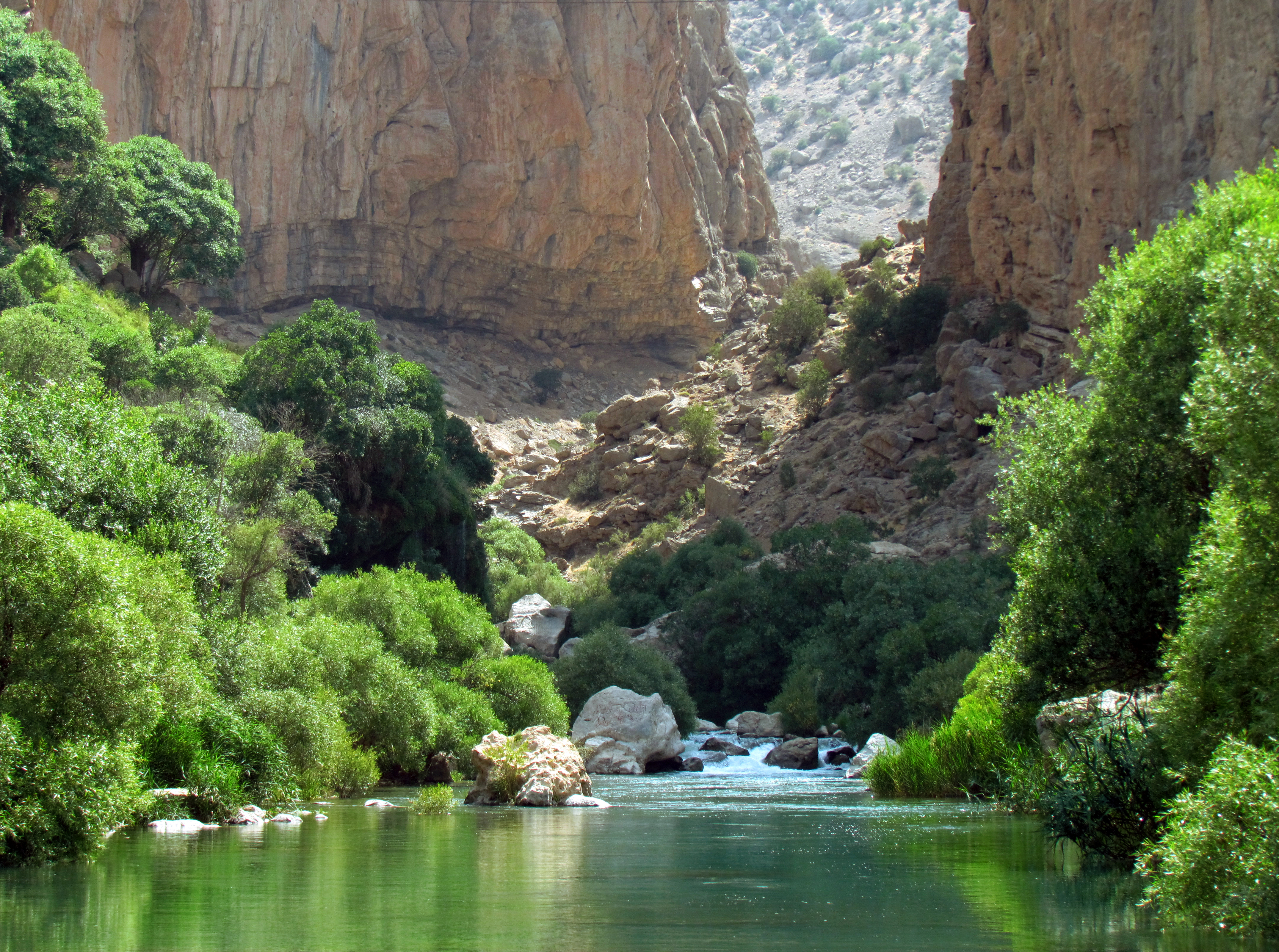
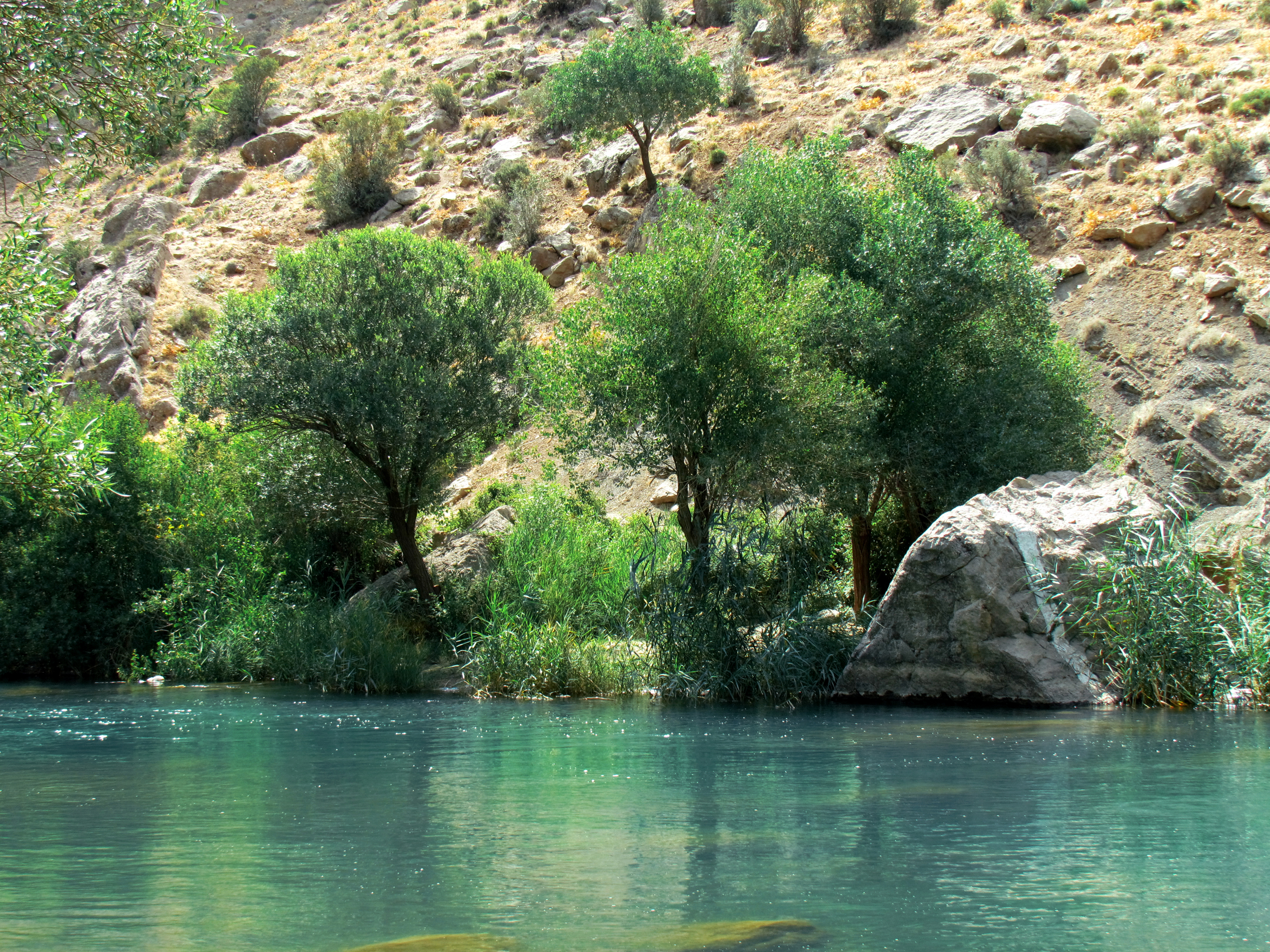
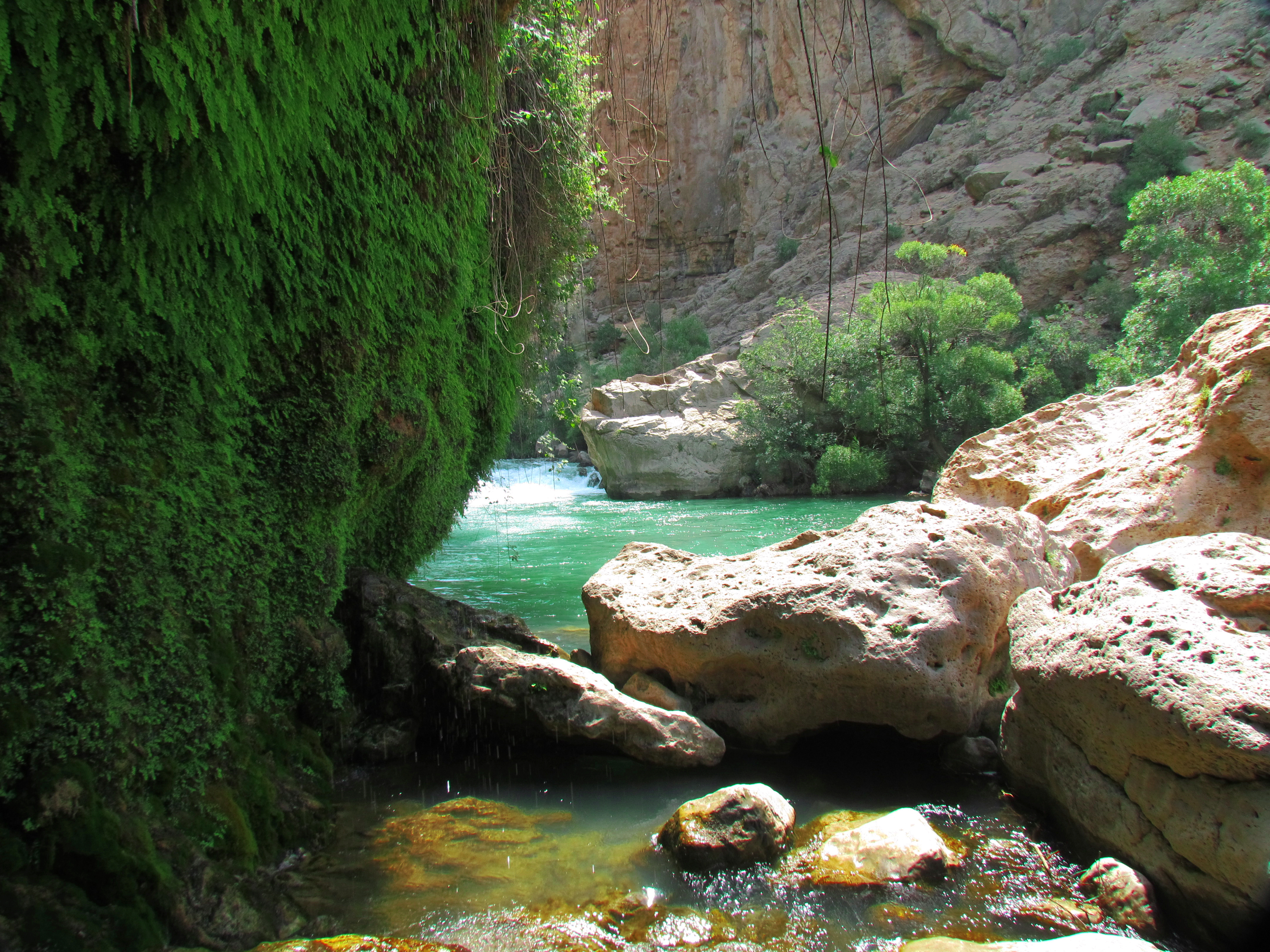
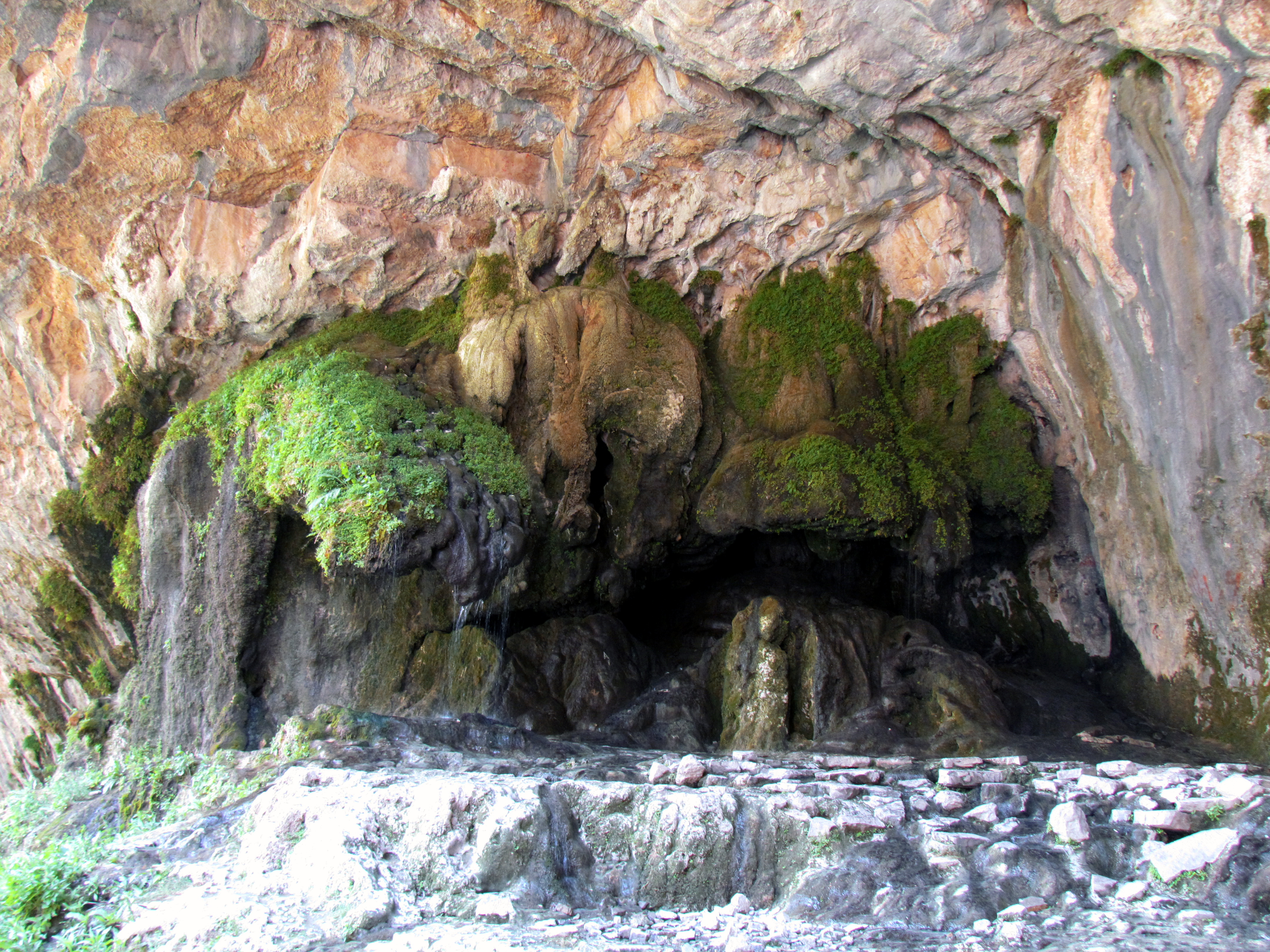
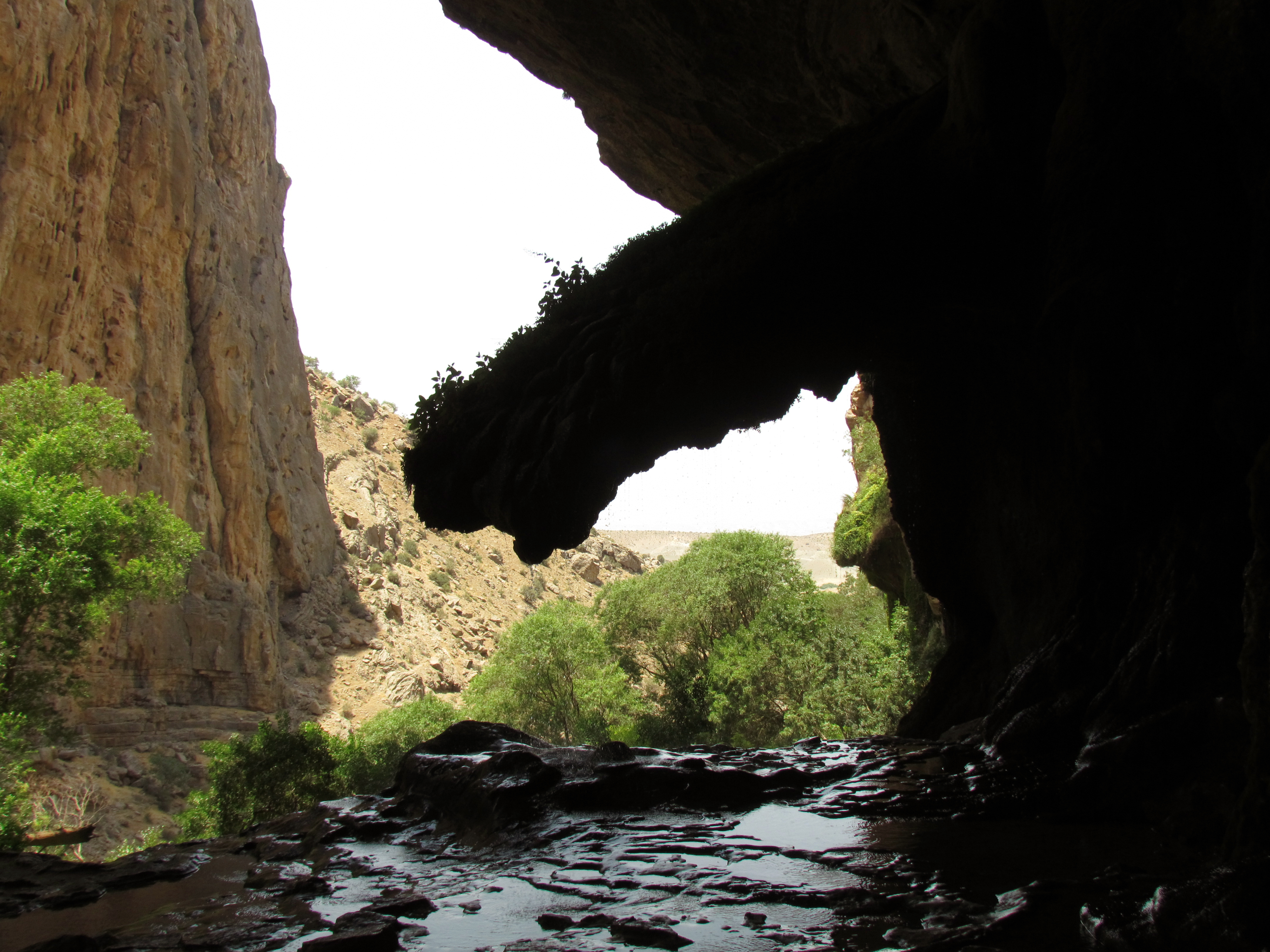
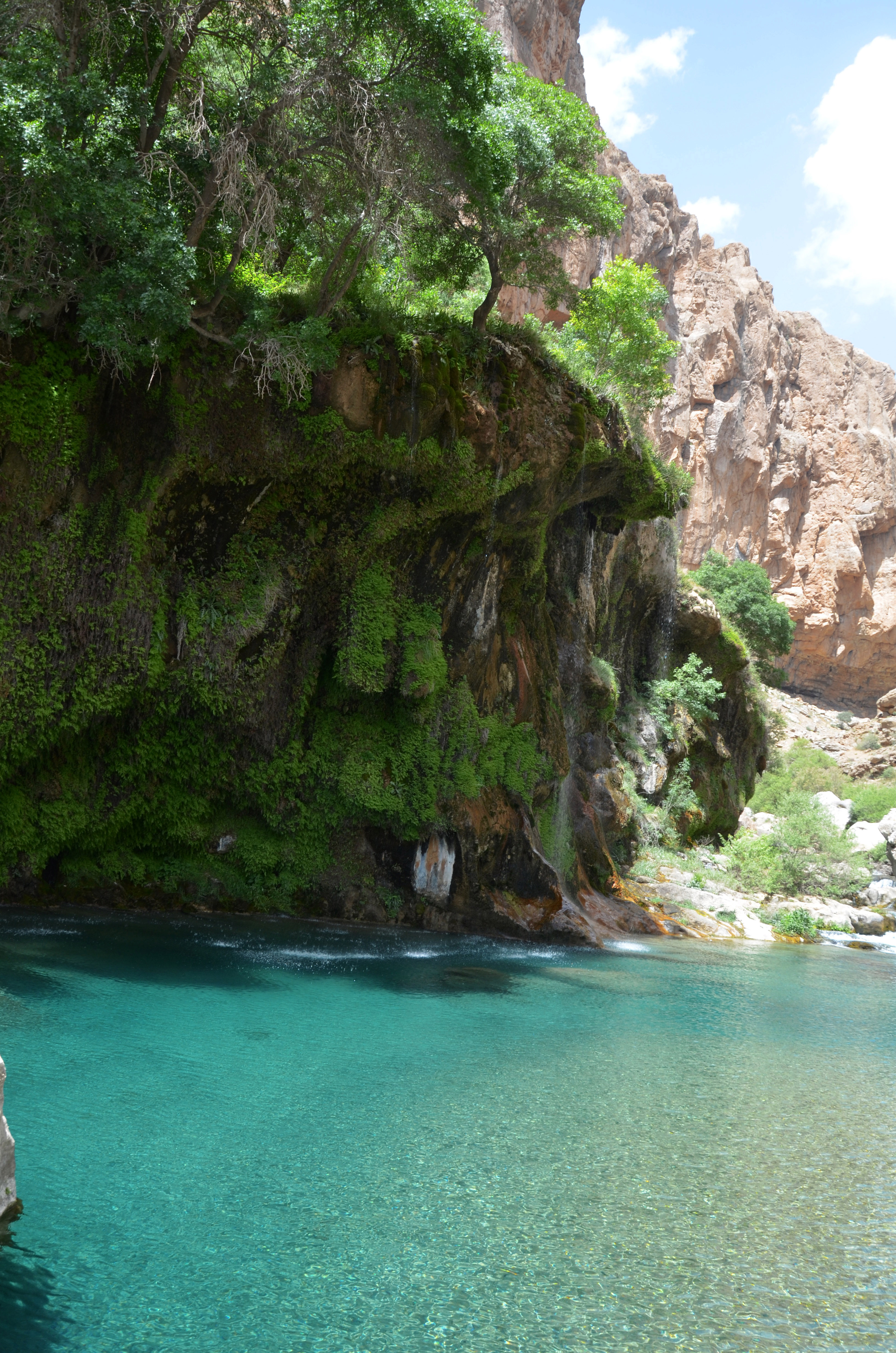
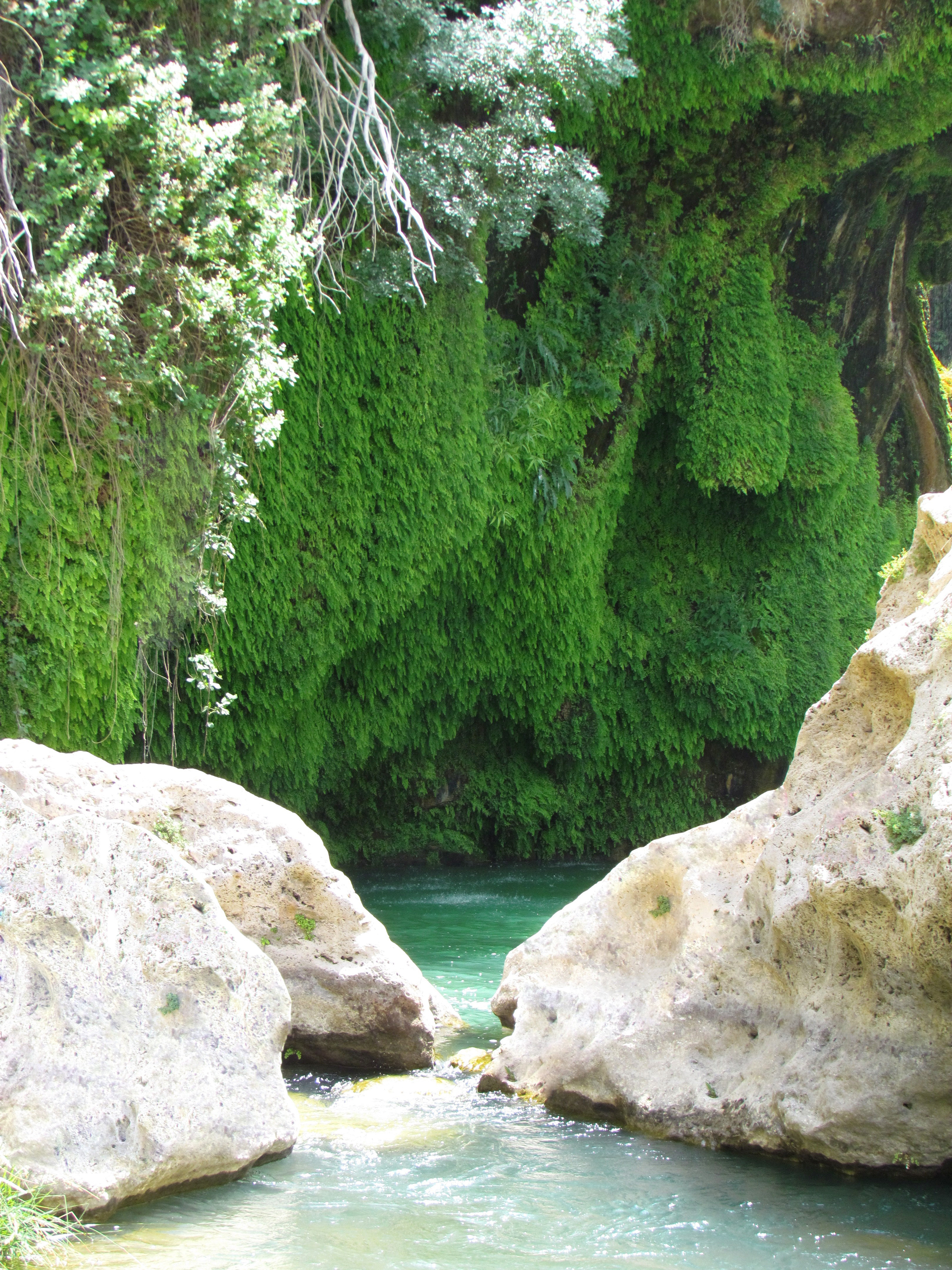
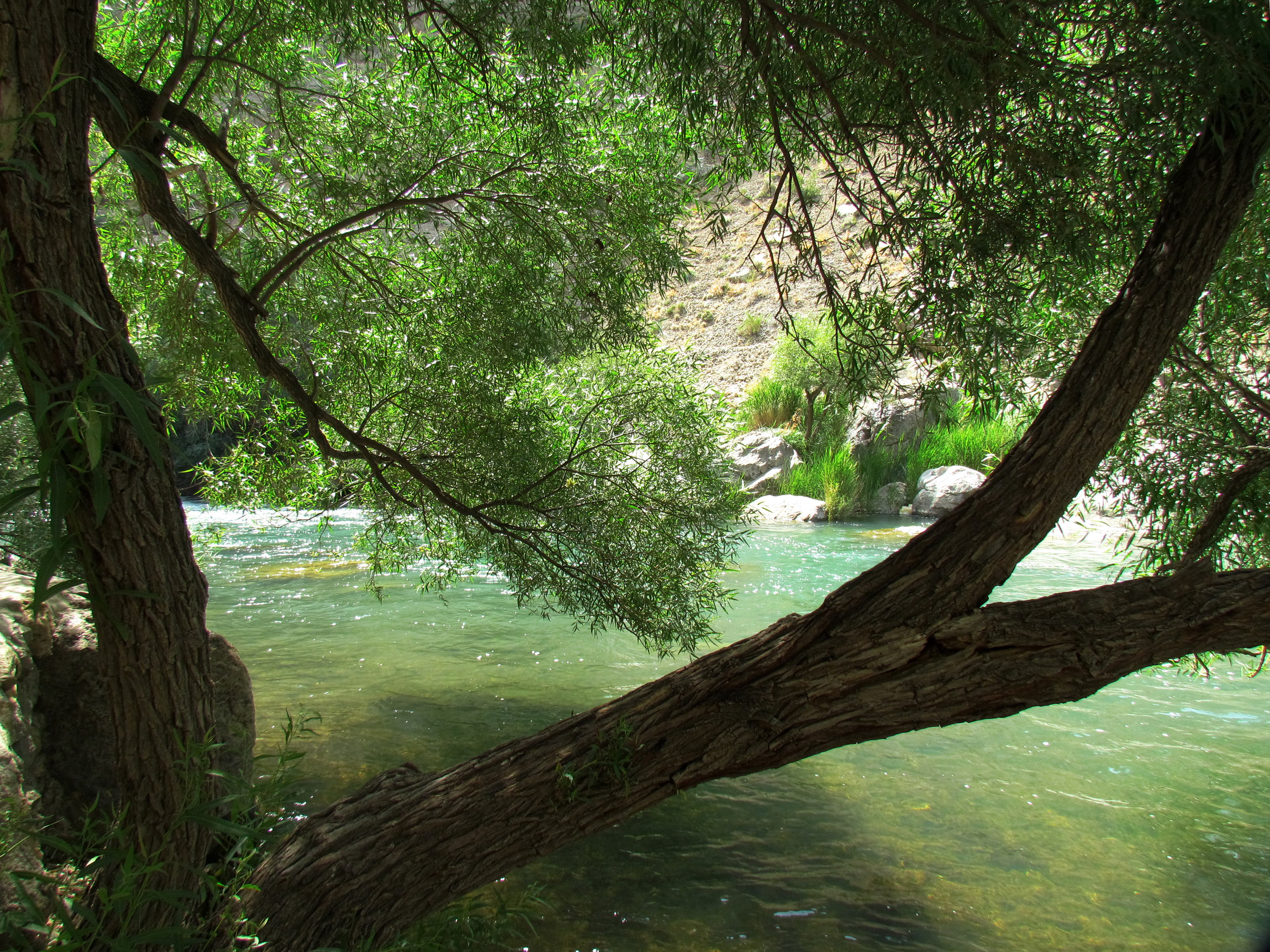
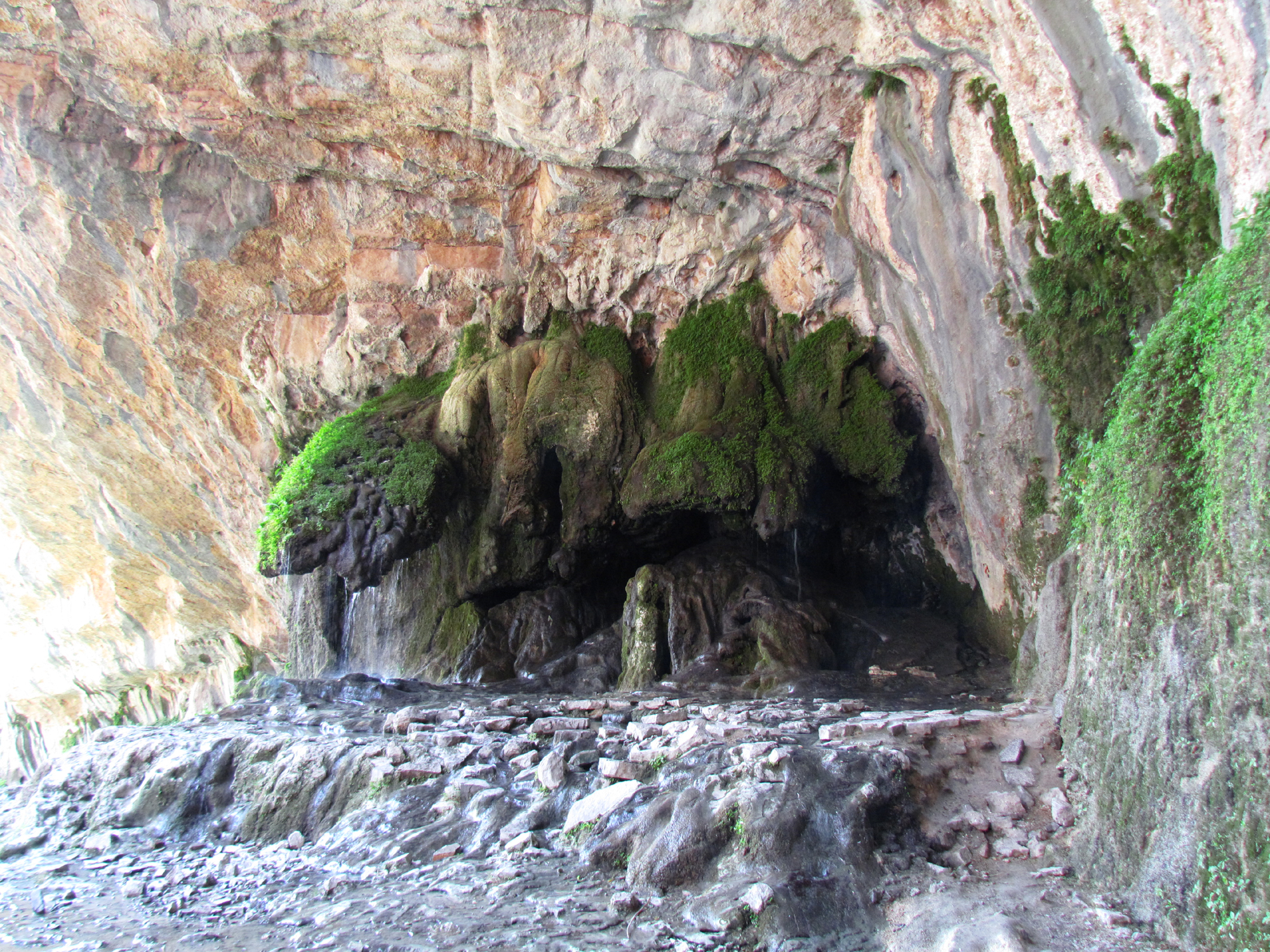